# Racjin
Racjin (яп. 株式会社ラクジン, Kabushiki-gaisha Rakujin), раніше відома як Racdym (яп. 株式会社ラクディム, Kabushiki-gaisha Rakudimu) — японська компанія-розробник відеоігор, розташована в Йодоґава-ку, Осака, яка була заснована 17 квітня 1995 року. Її назву було змінено у 2000 році, щоб зробити її легшою для вимови японцями.
Їхньою першою грою була Far East of Eden: Kabuki Klash, яка була опублікована в 1995 році для Neo Geo. Вони не були відомі до 1997 року, коли Atlus опублікували Snowboard Kids. Вони також працювали над іграми, заснованими на франшизах, таких як Fullmetal Alchemist, Bleach і Bomberman. У 2007 році вони працювали над проєктом Mistwalker, ASH: Archaic Sealed Heat.

## Відеоігри
- ASH: Archaic Sealed Heat
- Bleach: Blade Battlers
- Bomberman 64 (2001)
- Bomberman Land 2
- Bomberman Land 3
- Bomberman Land (PSP)
- Bomberman (Nintendo DS)
- Bomberman Land Wii
- Bomberman Kart
- Bomberman Kart DX
- Critical Blow
- SaGa 2: Hihō Densetsu Goddess of Destiny
- Far East of Eden: Kabuki Klash
- Final Fantasy Explorers
- Fullmetal Alchemist and the Broken Angel
- Fullmetal Alchemist 2: Curse of the Crimson Elixir
- Fullmetal Alchemist 3: Kami wo Tsugu Shoujo
- Genei Tougi: Shadow Struggle
- Happy! Happy!! Boarders
- Heaven's Gate
- Jet de Go!
- Kaitou Twins
- Mouja
- Naruto: Uzumaki Chronicles
- Primal Image Vol. 1
- R-Type і R-Type II
- Sakurazaka Shouboutai
- Saint Seiya: Soldiers' Soul
- SBK: Snowboard Kids
- Snowboard Kids
- Snowboard Kids 2
- Snowboard Kids Plus
- Sub Rebellion
- Trap Gunner
- Typing Renai Hakusho: Boys Be...
- Typing Shinken Shoubu: Musashi no Ken
- U: Underwater Unit
- Viewpoint 2064 (скасовано)
- Wizardry: Tale of the Forsaken Land